# Накхонратчасіма
Накхонратчасіма, Кхорат (тай. นครนครราชสีมา) — місто і столиця однойменної провінції в Таїланді.

## Географія
Знаходиться за 260 км від Бангкоку в краю Ісаан на сході країни.

### Клімат
Місто знаходиться у зоні, котра характеризується кліматом тропічних саван. Найтепліший місяць — квітень із середньою температурою 30 °C (86 °F). Найхолодніший місяць — грудень, із середньою температурою 22.8 °С (73 °F).
| Клімат Накхонратчасіми  | Клімат Накхонратчасіми | Клімат Накхонратчасіми | Клімат Накхонратчасіми | Клімат Накхонратчасіми | Клімат Накхонратчасіми | Клімат Накхонратчасіми | Клімат Накхонратчасіми | Клімат Накхонратчасіми | Клімат Накхонратчасіми | Клімат Накхонратчасіми | Клімат Накхонратчасіми | Клімат Накхонратчасіми | Клімат Накхонратчасіми |
| Показник                | Січ.                   | Лют.                   | Бер.                   | Квіт.                  | Трав.                  | Черв.                  | Лип.                   | Серп.                  | Вер.                   | Жовт.                  | Лист.                  | Груд.                  | Рік                    |
| Абсолютний максимум, °C | 37                     | 40                     | 42                     | 43                     | 41                     | 40                     | 38                     | 38                     | 38                     | 37                     | 37                     | 37                     | 43                     |
| Середній максимум, °C   | 32                     | 34                     | 36                     | 36                     | 35                     | 33                     | 33                     | 32                     | 32                     | 31                     | 31                     | 30                     | 33                     |
| Середня температура, °C | 23                     | 26                     | 28                     | 29                     | 29                     | 28                     | 28                     | 27                     | 27                     | 26                     | 25                     | 22                     | 27                     |
| Середній мінімум, °C    | 15                     | 19                     | 21                     | 23                     | 23                     | 23                     | 23                     | 23                     | 22                     | 21                     | 19                     | 15                     | 21                     |
| Абсолютний мінімум, °C  | 5                      | 6                      | 11                     | 15                     | 20                     | 21                     | 20                     | 17                     | 16                     | 15                     | 8                      | 6                      | 5                      |
| Норма опадів, мм        | 0                      | 30                     | 40                     | 70                     | 160                    | 110                    | 120                    | 130                    | 230                    | 160                    | 30                     | 0                      | 1150                   |
| Днів з дощем            | 0                      | 2                      | 3                      | 5                      | 5                      | 9                      | 9                      | 10                     | 12                     | 9                      | 4                      | 0                      | 72                     |
| Вологість повітря, %    | 63                     | 61                     | 62                     | 64                     | 73                     | 73                     | 74                     | 75                     | 80                     | 79                     | 73                     | 68                     | 70                     |
| ----------------------- | ---------------------- | ---------------------- | ---------------------- | ---------------------- | ---------------------- | ---------------------- | ---------------------- | ---------------------- | ---------------------- | ---------------------- | ---------------------- | ---------------------- | ---------------------- |
| Джерело: Weatherbase    |                        |                        |                        |                        |                        |                        |                        |                        |                        |                        |                        |                        |                        |

## Історія
До 14 ст територія провінції була під управлінням Кхмерської імперії. Збереглися храми та міста тих часів. Найвідоміші знаходяться в історичному парку Пхімай.
Перша історична згадка про місто записана у XVII ст. у сіамських хроніках у контексті наказу короля Нарайя щодо укріплення ряду міст.
Після падіння Аюттхаї у 1767 році в Пхімаї син колишнього короля Боромакота намагався оголосити незалежність, проте був придушений силами короля Тхонбурі Таксина.
Під час Лаоського повстання 1826 король В'єнтьяну захопив Кхорат. За легендами дружина губернатора Леді Мо напоїла воїнів супротивника і перерізала їх. У місті встановлений пам'ятник легендарній жінці.

## Туризм

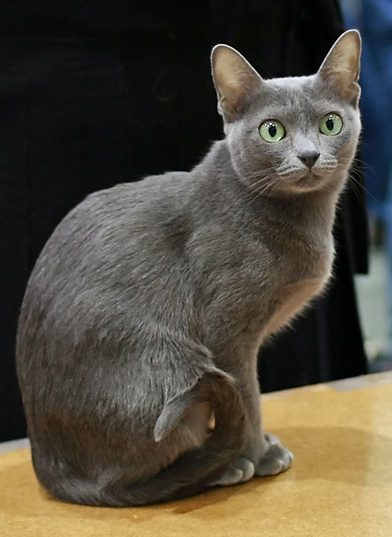
Кхоратський кіт

У місті є низка традиційних буддистських храмів. Серед них вирізняється монастир «Пха Нарай Маха Рат» (тай. วัดพระนารายณ์มหาราช), оскільки розмішений на острові посередині ставка. Центр міста оточений ровом, через який перекинуті мости. Уздовж східної ділянки рову організована набережна з скульптурними композиціями, серед яких найпримітніша статуя Леді Мо (Ямо).
Серед туристичних принад самого міста відзначають торговий центр (Кхорат мол) та зоопарк.

### Зоопарк
Зоопарк розміщений на території у 88 гектарів за 30 км від міста і дістатися туди можливо власним транспортом. Це один з 5 в Таїланді, що знаходиться під патронатом короля. Побудований за принцопом відкритого зоопарку, де звірі живуть у великих загорожених зонах, а деякі (олені) вільно пересуваються по території. Відвічувачі можуть арендувати велосипед чи алектроавтомобіль, щоб пересуватися по великій території. Дозволено годувати деяких звірів (жирафи, олені). Тут живуть 1800 тварин: 92 видів савців, 67 пташок, 68 рептилій та 30 амфібій.

## Цікаві факти
- Кхорат вважається місцем, де приручили кхоратських котів — одну з найдавніших стабільних порід котів.[7]